# Da qui all'eredità
Pour plus de détails, voir Fiche technique et Distribution.
Da qui all'eredità est un film italien réalisé par Riccardo Freda et sorti en 1955.

## Fiche technique
Sauf indication contraire, les informations mentionnées dans cette section peuvent être confirmées par la base de données cinématographiques IMDb,  présente dans la section « Liens externes ».
- Titre original italien : Da qui all'eredità[1],[2] (litt. « En attendant l'héritage »)
- Réalisation : Riccardo Freda
- Scénario : Carlo Veo, Carlo Moscovini, Riccardo Freda
- Photographie : Mario Albertelli (it)
- Montage : Otello Colangeli
- Musique : Domenico Modugno
- Décors : Arrigo Equini (it)
- Production : Carlo Caiano (it)
- Société de production : Centauro Films
- Pays de production :  Italie
- Langue originale : italien
- Format : Noir et blanc - Son mono - 35 mm
- Durée : 88 minutes (1 h 28[1])
- Genre : Comédie de mœurs
- Dates de sortie :
  - Italie : 1955

## Distribution
- Beniamino Maggio : Beniamino
- Alberto Sorrentino : Alberto
- Tina Pica : Tante Tina
- Pina Bottin : Marisa
- Domenico Modugno : L'amoureux de Marisa
- Luigi De Filippo : Le prétendant de Marisa
- Carlo Delle Piane
- Nerio Bernardi
- Adriana Facchetti